# 多形性脂肪瘤
多形性脂肪瘤（pleomorphic lipoma），如同梭形细胞脂肪瘤，大多見於老年男性的背部和頸部，其特征是巨细胞細胞核重叠形成小花狀。:625

## 另見
- 脂肪瘤
- 皮膚病
- 皮膚病列表